# Tinosa (U-Boot, 1964)
Die Tinosa, auch USS Tinosa (Kennung: SSN-606), war ein atomgetriebenes Jagd-U-Boot der Thresher-Klasse der United States Navy, das zwischen 1964 und 1992 in Dienst stand.

## Geschichte
Ende 1958 wurde der Auftrag über den Bau der Tinosa an die Portsmouth Navy Yard vergeben, wo knapp ein Jahr später der Kiel des Bootes gelegt wurde. Nach einer Bauzeit von knapp über zwei Jahren lief das Boot vom Stapel, im November 1964 erfolgte die Indienststellung. Die lange Wartezeit ist durch den Untergang der Thresher im April 1963 zu erklären. Zusätzlich musste ein Schaden repariert werden, nachdem die Tinosa im Juni 1963 im Hafen unter Tau mit der John Adams kollidiert war.
Die erste große Fahrt der Tinosa begann nach den ersten Erprobungsfahrten und führte das Boot ab Juni 1966 nach Faslane, Schottland und im Anschluss in die Karibik. 1967 verbrachte das Atom-U-Boot mit Testfahrten in der Karibik. 1969 erhielt die Tinosa während ihrer Werftliegezeit SUBSAFE, ein Programm, das die Sicherheit der U-Boote der Navy nach der Thresher-Katastrophe sicherstellen sollte.
Nach einigen Testfahrten besuchte die Tinosa 1971 mehrere Häfen in Europa, unter anderem befuhr sie auch das Mittelmeer. 1973 folgten lokale Operationen und eine U-Jagd-Übung mit der Canadian Navy. Nach einer kurzen Dockphase 1974 verlegte die Tinosa wiederum ins Mittelmeer. 1975 folgte eine größere Überholung bei Ingalls Shipbuilding, gefolgt von Erprobungs- und Übungsfahrten.
Am 15. Juli 1991 wurde die Tinosa deaktiviert und Anfang 1992 dann offiziell außer Dienst gestellt. Bis Mitte 1992 wurde das U-Boot in der Puget Sound Naval Shipyard im dortigen Ship-Submarine Recycling Program abgebrochen.